# Katy McLean
Pas d'image ? Cliquez ici

a Compétitions nationales et continentales officielles uniquement.

b Matchs officiels uniquement.
Dernière mise à jour le 1 septembre 2017.
Katy McLean, née le 19 décembre 1985 à South Shields (Angleterre), est une joueuse internationale anglaise de rugby à XV occupant le poste de demi d'ouverture.

## Biographie
Katy McLean a connu les sélections de jeunes, des moins de 19 ans et chez les A avant de franchir le dernier palier. 
Elle a fait ses débuts internationaux avec l'équipe d'Angleterre contre l'Écosse, à l'occasion du Tournoi des Six Nations 2007.
Elle est capitaine de l'équipe d'Angleterre lors des tests de novembre en 2013 en l'absence de Sarah Hunter, blessée.
En 2014, elle remporte la Coupe du monde avec l'équipe d'Angleterre. Cette même année, elle devient membre de l'ordre de l'Empire britannique.
En dehors du rugby, elle travaille comme enseignante à Sunderland.

## Palmarès
- Vainqueur du Tournoi des Six Nations en 2007 (Grand Chelem).
- Vainqueur de la Coupe du monde en 2014.

## Statistiques en équipe nationale
- 116 sélections en équipe d'Angleterre
- 542 points
- Participations au Tournoi des Six Nations

En Coupe du monde :
- 2010 : 5 sélections (Irlande, Kazakhstan, États-Unis, Australie, Nouvelle-Zélande)
- 2014 : 5 sélections (Samoa, Espagne, Canada, Irlande, Canada)
- 2017 : 5 sélections (Espagne, Italie, États-Unis, France, Nouvelle-Zélande)